# Šibenik
Šibenik ([ʃîbeniːk]ⓘ) es una ciudad de Croacia, capital del condado de Šibenik-Knin.

## Geografía
Se encuentra a una altitud de 23 m s. n. m. a 343 km de la capital nacional, Zagreb. Se ubica junto a la desembocadura del río Krka en la costa del mar Adriático. Es el centro político, educacional, de transportes, industrial y turístico del condado de  Šibenik-Knin.
En Šibenik hay dos parques nacionales: Krka y Kornati.

## Historia
Šibenik aparece mencionada por primera vez con este nombre en 1066 en una carta del rey croata Petar Krešimir IV. A diferencia de otras ciudades dalmáticas fundadas por los ilirios, griegos y romanos, Šibenik es la ciudad más antigua fundada por dálmatas croatas en la costa este del mar Adriático. Šibenik obtuvo el título de ciudad y su propia diócesis en 1298. Las excavaciones realizadas en el castillo de San Miguel (en la cima de la colina donde se instala la ciudad) demuestran que este lugar ya estaba habitado mucho tiempo antes de la llegada de los croatas.
La ciudad, al igual que el resto de Dalmacia, resistió a los venecianos hasta 1412. Los otomanos intentaron sin éxito tomar la ciudad a finales del siglo XV. En el siglo XVI se construyó la fortaleza de San Nicolás. Durante el XVII las fortificaciones de la ciudad se mejoraron con la construcción de las fortalezas de San Juan (Tanaja) y de Šubicevac (Barone).
La caída de la República de Venecia en 1797 dejó Šibenik bajo control del Imperio austrohúngaro. Después de la Primera Guerra Mundial pasó a formar parte del Reino de Yugoslavia. Durante la Segunda Guerra Mundial fue ocupada por la Italia fascista y la Alemania nazi. Después de la Segunda Guerra Mundial, formó parte de la República Democrática Federal de Yugoslavia hasta la independencia de Croacia en 1991. El 16 de septiembre de ese año, Šibenik fue duramente atacada por tierra, mar y aire por las fuerzas del ejército yugoslavo dentro de la ofensiva lanzada para evitar la independencia de Croacia. El teatro de Šibenik, construido en 1870 y que era el más grande y uno de los más bellos de país, fue completamente destruido por el impacto de una granada. Posteriormente restaurado, la reinauguración oficial tuvo lugar en 2001.

## División administrativa
- Boraja
- Brnjica
- Brodarica
- Čvrljevo
- Danilo
- Danilo Biranj
- Danilo Kraljice
- Donje Polje
- Dubrava kod Šibenika
- Goriš
- Gradina
- Grebaštica
- Jadrtovac
- Kaprije
- Konjevrate
- Kapranj
- Lepenica
- Lozovac
- Mravnica
- Perković
- Podine
- Radonić
- Raslina
- Sitno Donje
- Slivno
- Šibenik
- Vrpolje
- Vrsno
- Zaton
- Zlarin
- Žaborić
- Žirje

## Cultura
Šibenik acoge multitud de eventos culturales y artísticos. El Festival Internacional de los niños (Međunarodni Dječji Festival), a finales de junio, es uno de los mejor conocidos.
La Catedral de Santiago, está incluida en la lista de lugares Patrimonio de la Humanidad de la Unesco desde 2000.
En la construcción de la catedral (completamente realizada en piedra) trabajaron durante los siglos XV y XVI diferentes arquitectos, dando como resultado una bella mezcla de los estilos gótico y renacentista. Las losas de interconexión de las piedras en el tejado fueron dañadas durante el bombardeo de 1991, pero fue prontamente restaurado.
El compositor Jakov Gotovac fundó la Sociedad Filarmónica de la ciudad en 1922. El compositor Franz von Suppé es considerado parte del tejido cultural de la ciudad, aunque nació en la vecina ciudad de Split.

## Galería

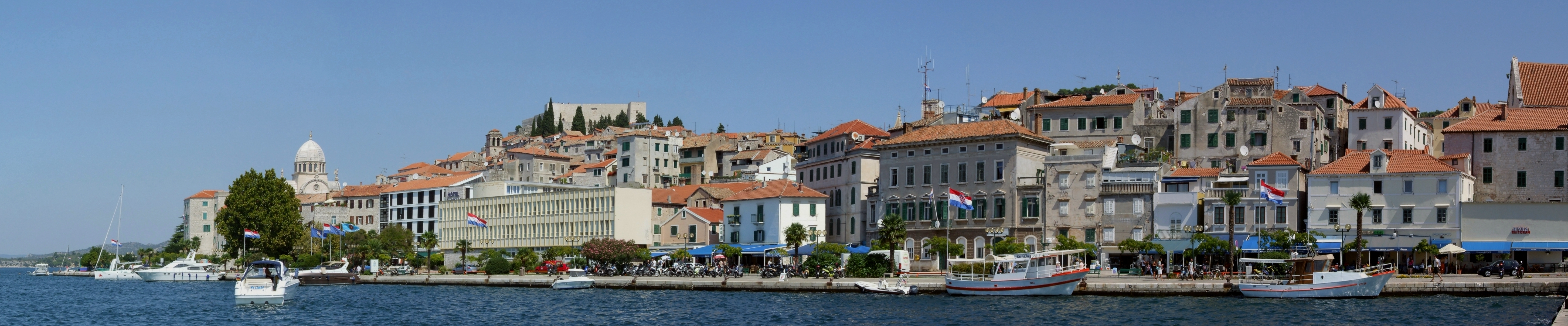
Puerto en Šibenik
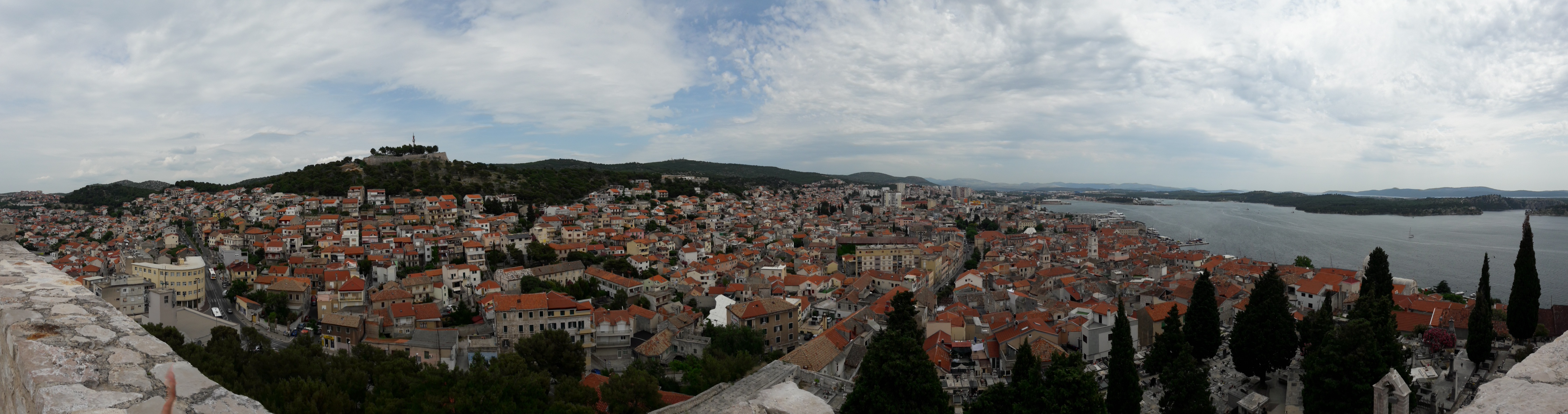
Desde la fortaleza de San Miguel
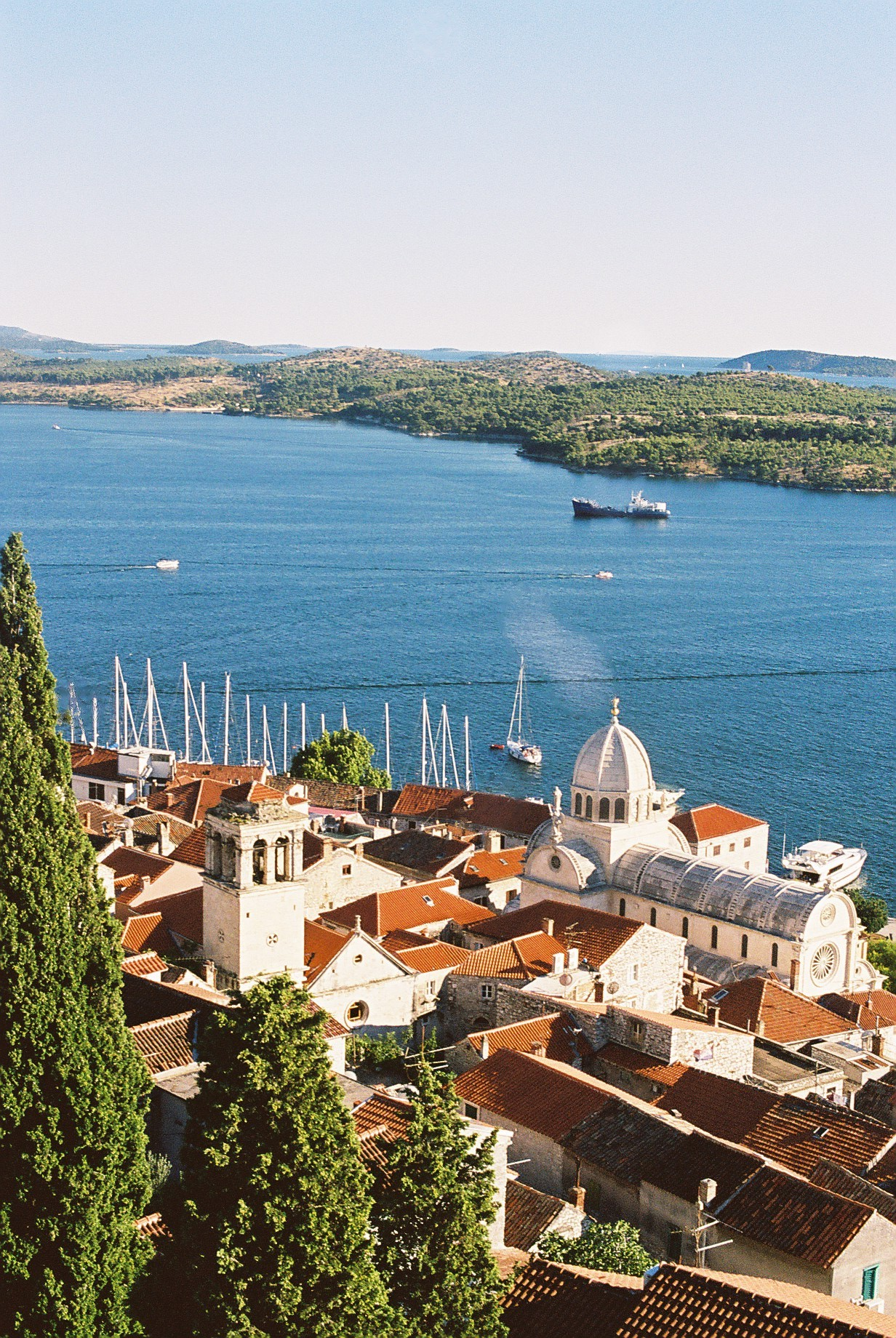
Vista de Šibenik

## Demografía
| Gráfica de población de Šibenik 1857-2021                               |
|                                                                         |
| Según el censo de población de la Oficina Croata de Estadísticas (DZS). |

En el censo 2011 el total de población de la ciudad fue de 46 332 habitantes.